# Neothyonidium armatum
Neothyonidium armatum is een zeekomkommer uit de familie Phyllophoridae.
De wetenschappelijke naam van de soort werd in 1965 gepubliceerd door Pawson.